# زكرياء قريش
زكرياء قريش (بالفرنسية: Zakaria Grich)‏ (9 يونيو 1996 بغراس في فرنسا - ) هو لاعب كرة قدم فرنسي في مركز الهجوم.

## روابط خارجية
- زكرياء قريش على موقع رابطة كرة القدم الفرنسية للمحترفين (الإنجليزية)
- زكرياء قريش على موقع قاعدة بيانات كرة القدم.إي يو (الإنجليزية)